# Dadarši (satrap)
Dadarši je bio satrap Baktrije (oko 522. pr. Kr.) u službi Perzijskog Carstva.

## Pozadina
U ožujku 522. pr. Kr. na perzijski tron stupa uzurpator Gaumata koji se predstavljao kao Smerdis, legitimni brat Kambiza II. koji je ranije tajno pogubljen. Nakon što je čuo za uzurpaciju prijestolja, Kambiz II. odlučio se vratiti iz pohoda protiv Egipta u Perziju da se obračuna s Gaumatom, no prilikom putovanja je umro što je omogućilo lažnom velikom kralju da vlada nekoliko mjeseci. 
Otan, brat Kambizove i Smerdisove majke, uočio je Gaumatinu prevaru pa je pozvao plemiće Aspatina i Gobriasa koji su zajedno s Hidarnom Starijim, Intafrenom i Megabizom I. pokrenuli zavjeru protiv lažnog velikog kralja. Dok su pravili planove priključio im se i sedmi član Darije I., Kambizov rođak odnosno sin Histaspa. Darije ih je uvjerio kako ne smiju čekati već odmah krenuti u akciju, pa je lažni Smerdis ubijen 29. rujna 522. pr. Kr.

## Život
Neposredno nakon Darijevog stupanja na perzijsko prijestolje, diljem carstva izbijaju pobune od kojih je najvažnija bila ona u Mediji, koju je predvodio Fraort. Pobuna se proširila na istok do Partije odnosno na sjever do Armenije. Ustanci su pokrenuti i u najistočnijim satrapijama poput Margijane, gdje je pobunu predvodio Frada.
Baktrijski satrap Dadarši krenuo je ugušiti ustanak u Margijani, te je nakon 300 km prolaska kroz pustinju Karakum konačno stigao do pobunjenih margijanskih oaza. Pobuna je ugušena 28. prosinca 521. pr. Kr., a nedugo kasnije sve pobunjene satrapije priznale su vlast Darija Velikog.
Ovaj događaj spominje se na Behistunskim natpisima:
Kralj Darije kaže: Pokrajina Margijana pobunila se protiv mene. Njihov vođa bijaše Margijanac Frada. Protiv njega poslao sam svog podređenog, Perzijanca Dadaršija, koji bijaše satrapom Baktrije. Rekoh mu: „Idi, i porazi one koji me ne priznaju.“ Tada je Dadarši krenuo s vojskom, i upustio se u bitku protiv Margijanaca. Ahura Mazda pomogla mi je u cilju; zahvaljujući milosti Ahura Mazde moja vojska pobijedila je pobunjenike. Dvadeset i trećeg dana mjeseca Âçiyâdiya oni bijahu poraženi u bitci.
U povijesnim dokumentima ne spominju se ni Dadaršijevi prethodnici odnosno nasljednici na mjestu baktrijskog satrapa, no poznato je kako je u Kserksovo doba u Baktriji vladao njegov brat Masist. Dadaršija ne treba miješati s istoimenim armenskim generalom Dadaršijem koji se također borio u Darijevoj vojsci. U siječnju 2005. iranska policija kod krijumčara umjetnina pronašla je drevni žig koji spominje riječi „Dadar Šiš, satrap Baktrije“. On prikazuje strijelca koji lovi lava, te simbol zoroastrijskog božanstva Ahura Mazde.

## Poveznice
- Darije Veliki
- Baktrija

| Prethodnik: | Satrap Baktrije (520-ih pr. Kr.) | Nasljednik:                     |
| Smerdis (?) | Satrap Baktrije (520-ih pr. Kr.) | Masist (?) (cca 470-ih pr. Kr.) |

## Vanjske poveznice
- Dadarši (satrap), Livius.org  Arhivirana inačica izvorne stranice od 6. lipnja 2009. (Wayback Machine)